# المحطة الطرقية أولاد زيان
المحطة الطرقية أولاد زيان هي أكبر محطة طرقية في المغرب، وتقع في العاصمة الاقتصادية الدار البيضاء، وهي تمتد على مساحة 4 هكتارات، وتشتغل 24/7 بدون توقف. تتوفر المحطة على 72 محل تجاري، و32 رصيف للحافلات، وصيدلية، ومحطة للبنزين، ومركز للشرطة، ومقاطعة حضرية.